# 頭帶尖鼻魨
頭帶尖鼻魨為輻鰭魚綱魨形目四齒魨亞目四齒魨科的其中一種，為熱帶海水魚，分布於中東太平洋島嶼海域，棲息在底層水域，生活習性不明。